# أمادو باثي ديالو
أمادو باثي ديالو (بالفرنسية: Amadou Pathe Diallo) هو مدرب كرة قدم ولاعب كرة قدم مالي في مركز الوسط، ولد في 11 أكتوبر 1964 في باماكو في مالي. شارك مع منتخب مالي لكرة القدم. أما مع النوادي، فقد لعب مع سبورتينغ لشبونة ونادي بورتيمونينسي.

## وصلات خارجية
- أمادو باثي ديالو على موقع قاعدة بيانات كرة القدم.إي يو (الإنجليزية)
- أمادو باثي ديالو على موقع ناشيونال فوتبول تيمز (الإنجليزية)
- أمادو باثي ديالو على موقع عالم كرة القدم.نت (الإنجليزية)